# Paradestolmia nigrolinea
Paradestolmia nigrolinea är en fjärilsart som beskrevs av Lucas 1895. Paradestolmia nigrolinea ingår i släktet Paradestolmia och familjen tandspinnare. Inga underarter finns listade i Catalogue of Life.